# Батак
Бата́к (болг. Батак) — місто в Пазарджицькій області Болгарії. Адміністративний центр общини Батак.

## Населення
За даними перепису населення 2011 року у місті проживали 3353 особи.
Національний склад населення міста:
| Національність   | Кількість осіб | Відсоток |
| ---------------- | -------------- | -------- |
| болгари          | 3087           | 96,5 %   |
| цигани           | 90             | 2,8 %    |
| турки            | 12             | 0,4 %    |
| Всього відповіли | 3199           |          |

Розподіл населення за віком у 2011 році:
Динаміка населення:

## Географія
Батак розташований у Західних Родопах, на висоті 1036 м над рівнем моря в долині Старої Реки вздовж двох її берегів. Він розташований в долині, яка оточена пагорбами від 100 до 200 м (Петров пагорб, Кинева борика, Царев камінь, Кадин пагорб, Святий Георгій, Пискилива скала, Глагонката і Бучете), а над ними здимаються вершини гор Баташ, що межують з західною частиною Чепінської річки, на південь від річки Доспат і греблі Доспат, на схід від річки Вуча, на північ від Фракійської рівнини. Тут знаходиться заповідна територія «Баташський Сніжник». Недалеко від міста знаходяться одні з найвищих вершин Родопів — Баташський Сніжник (2 082 м) таВеликаа Сютка (2 185 м).

Батак розташований в 15 км по асфальтовій дорозі від міста Пештера, в 35 км від обласного центру Пазарджик і близько в 55 км від Пловдива, в 15 км від Ракитово і в 27 від Велинграда. 

## Клімат
Клімат м. Батак перехідний континентальний, на нього помітно впливає висота. Опадів від 670 до 680 л/м2 на рік. Завдяки своєму розташуванню місто захищено від сильних вітрів. Середньорічна температура становить близько 10 °C. Зима відносно тепла. У осінньо-зимовий сезон переважають сонячні дні. Характерним явищем у цій місцевості є південний вітер, який називається місцевим населенням «білим вітром». Літо прохолодне і приємне, завдяки якому Батак і його регіон стають привабливим гірським курортом.

## Історія
Батакські околиці були заселені з найдавніших часів, про що свідчать відкриті археологічні пам'ятки: руїни численних (близько 20) фракійських, римських, візантійських і слов'янських фортець, понад 10 церков і монастирів, фракійські кургани, декілька римських міст.
Через відсутність історичних свідчень важко точно визначити рік, у який виникає Батак.
Згідно з деякими історичними пам'ятками, і, насамперед, згідно з живими переказами, першою назвою тодішнього поселення було Батево, від слова «брат» чи «бате», назване самими біженцями, втікаючими від гнобителів разом з вимушеними братами з сіл долини Чепино. Це видно з рукопису, що приписується попу Мефодію Драгинову 17-го століття, але який вважається сучасними дослідниками за підробку:
|  | тоді більшість біженців від страху відпочивала біля старої ріки, і було засноване нове село Батієво. Асан знищів чи отуречив 218 церков. І таким Божим потуранням болгари роззіялися до Цепіна... |

Дуже важливим свідченням існування селища є напис на камені, вбудованому в Кричемському монастирі «Різдво Богородичне», на якому видно назву Батак та імена батачців, що побудували фонтан у 1592 році.
Нинішня назва дана поселенню під час османського правління. Вважається, що внаслідок османських завоюваньв назва Батево була змінена на Батак (перекладена на турецьку як «мул») через озеро, яке розташоване поблизу північно-західної сторони. Озеро, яке селяни називали «болотом», а турки — «гьоль» або «батак», тому що більша його частина була заросла травою, де багато хто не знаючи місцевості потонули.
Стратегічне географічне положення Батака, розташоване по обидва боки Старої ріки біля підніжжя високого родопського піку Скардак (Баташки Сніжник), у долині з багатовіковими гірськими деревами, з непрохідним болотом, не випадкове. Саме тут перші поселенці шукали захисту від фанатичних нападів запеклих османських завойовників. Таким чином, вони не втратили батьківських традицій, зберігаючи свою віру і звичаї, на відміну від інших поселень в Родопах, які були насильно асимільовані і змушені приймати іслам.
Складні умови життя зробили батакчан суворими, рішучими і безстрашними. Лісозаготівля стає основним засобом існування населення. Якість місцевої деревини дозволяє будувати кораблі турецької імперії, розвивається торгівля. Купці з Батаку розгортають торговлю з сусідніми народами Середземномор'я і Західних Балкан.
Батак стає привабливим для багатьох родолюбців, які переїжджають сюди, щоб зберегти свою християнську віру. Зростає попит на незалежність від вільного населення. У Батаку оселяються видатні духовні діячі, такі як ігумен Йосип Будівельник, який відновив Рильський монастир у його нинішньому вигляді, ігумен Кирило і Нікіфор, автори чудової «Болгарської абетки» (1844), Георгій Бусилин та інші.

### Квітневе повстання і бойня у м. Батак

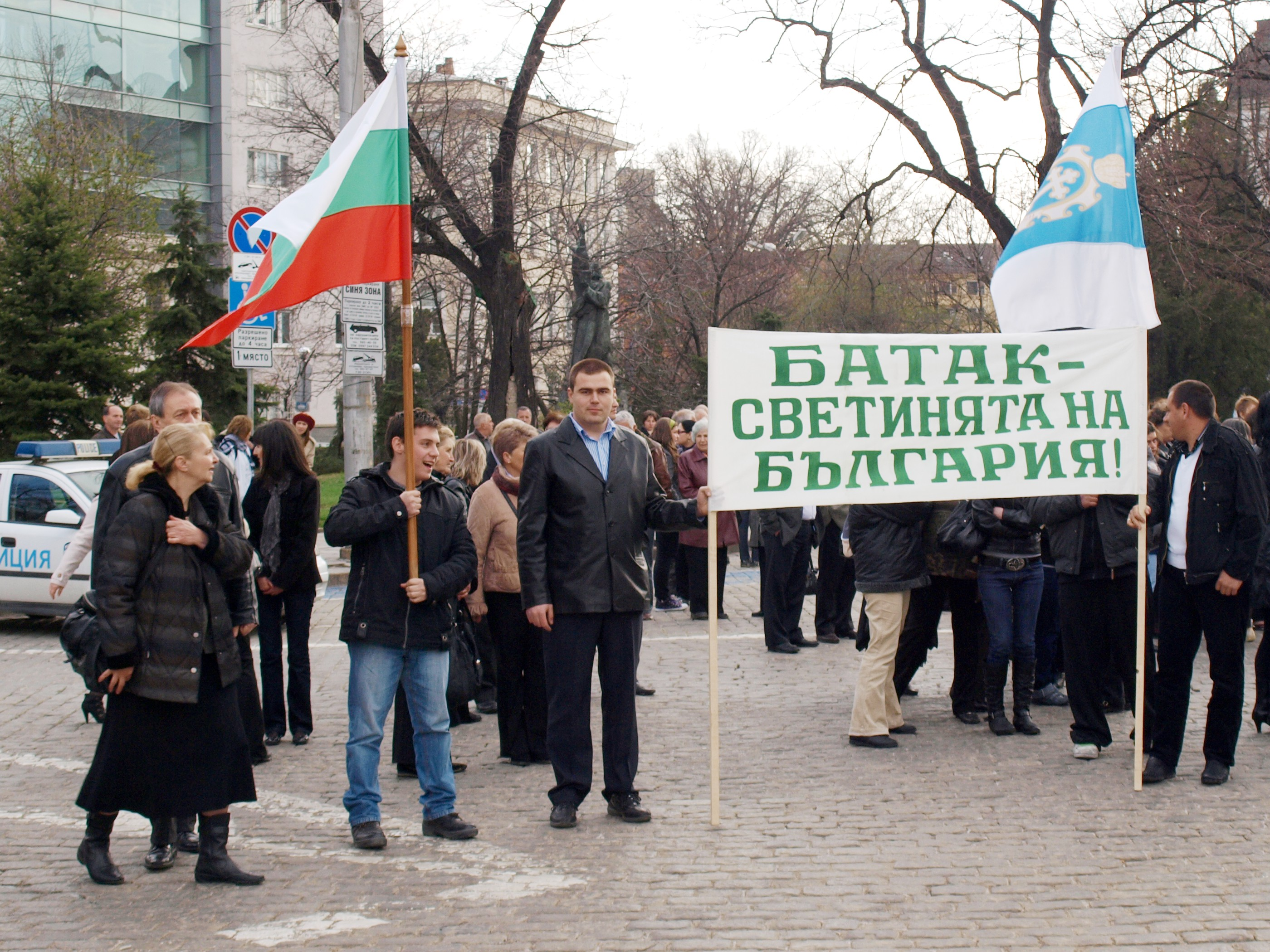
Батакці перед пам'ятником «Св. Невського» на заході канонізації святих новомучеників. 3 квітня 2011

У свідомості болгар Батак завжди пов'язується з трагічними подіями, що відбувалися тут під час Квітневого повстання 1876 року. Після придушення повстання в травні 1876 року люди спочатку здали свою зброю, але «миролюбна» 8-тисячна армія башибузуків під керівництвом Ахмеда Барутанлія згодом здійснила безжальну масову різню болгар, більш відому як Баташська бойня. Частина населення обложена в церкві «Св. Неділя». Ситуація там стала драматична — дефіцит води змушує жінок копати голими руками колодязь у землі, який можна побачити і сьогодні. Нарешті, коли храм був взятий, всі християни (близько 2000) були вбиті башибузуками, під час здачі зброї деяким в селі вдалося втекти, і тоді селище було оточене, щоб ніхто не міг цього зробити. Башибузуки поділили будинки і почали грабувати їх. Багато з них у селі були спалені, башибузуки обстріляли з гвинтівков вікна інших будинків, і все, що рухалося. Люди почали ховатися в будівлях з міцнішими стінами, які могли б витримати і в церкві. Незабаром оголосили визвольну війну. За різними оцінками, близько 5000 чоловік з села загинули.
21 червня 1899 року Батак заснував македонську організацію на чолі з головою Іваном Хаджипоповим, секретарем Спасом Калояновим і касиром Ніколою Поповим. На прикордонний пункт було відправлено 900 рушниць і 280 коробок патронів, які таємно були передані в Османську імперію в наступні місяці через секретні канали.
На початку Балканської війни 1912 року п'ять осіб з Батаку були добровольцями в Македонсько-Адріанопольському корпусі.
Указом № 546 від 7 вересня 1964 року Батак набуває статусу міста.

## Релігія

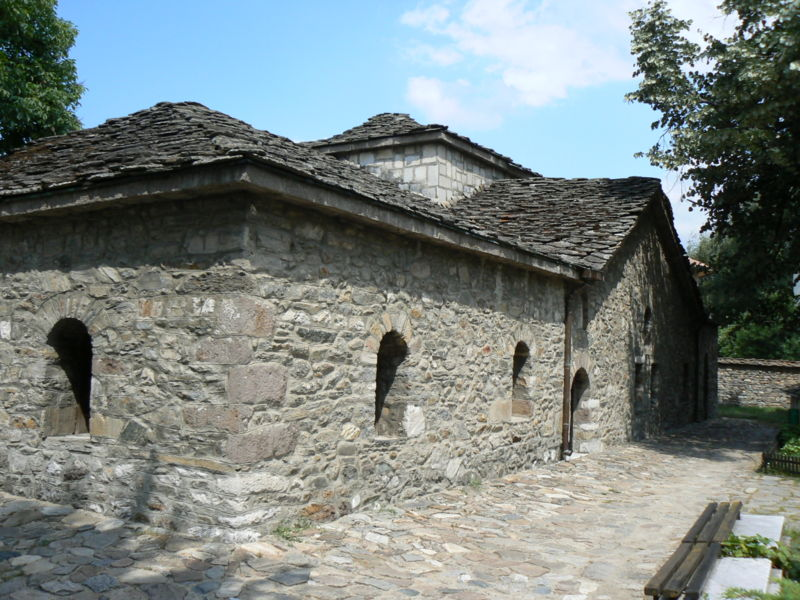
Церква Святої Неделі

Населення в основному християни. Основною релігією є православ'я.
Найстаріша церква в місті, а також одна з найстаріших у цьому районі — «Св. Неділя». Храм був побудований в 1813 році Тодором Баліновим (мером села в той час), за подаровані кошти ним особливо для будівництва церкви. Побудований протягом 75 днів працею батачан. У храмі церковні служби виконувалися на церковнослов'янській мові, а в інших церквах дозволялося служити тільки по-грецьки. Після розправи 1876 року церква була неактивною і перетворилася на музей-склеп. У 1912 році були закладені основи нової церкви « Успіння Пресвятої Богородиці». Храм був побудований за проектом чеського архітектора Йосипа Шнітера. Багато маленьких каплиць розкидано по місту.
3 квітня 2011 спеціальним рішенням Синоду БПЦ проголошено, що болгари, які загинули в бійні м. Батак оголошуються святими новомучениками. Історія зберегла багато імен мучеників м. Батак — це брутально вбиті місцеві священики Петро і Нейчо, мученик Трендафил Тошев Керелов — спалений живцем на вогнищі, імена деяких загиблих — Іван, Ілля та інші тепер на меморіальній стіні музею. Їх пам'ять офіційно відзначається 17 травня. Церковне прославлення — служба, на якій вперше відзначається пам'ять про святих проведена 17 травня 2011 року митрополитом Миколою Пловдивським. На церемонії були присутні члени Св. Синоду, а також гості з Екуменічного, Олександрійського, Антіохійського, Московського, Сербського, Румунського і Грузинського Патріархатів і з Архієпископства Кіпру, Греції, Польщі, Албанії та Чехії. Мощі святих мучеників розміщені на спеціальному подіумі в обробленій деревом різьбленій позолоченій раці.

## Культурні та природні пам'ятки

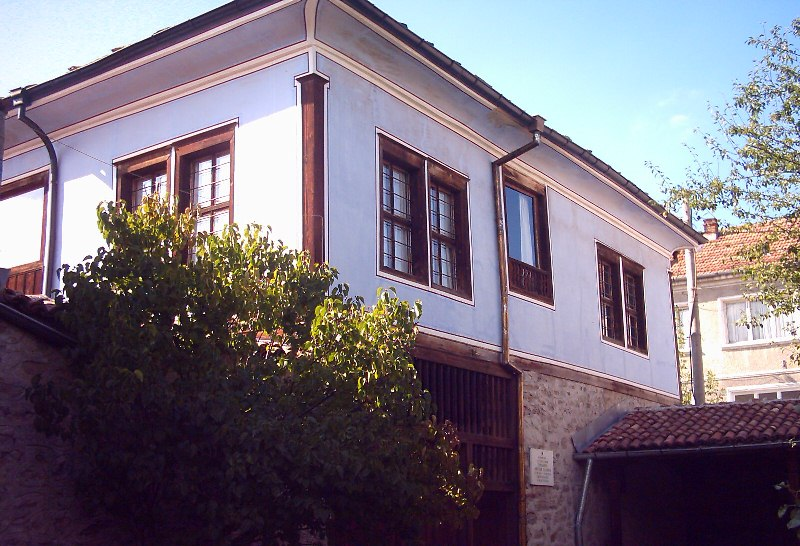
Будинок Баліна

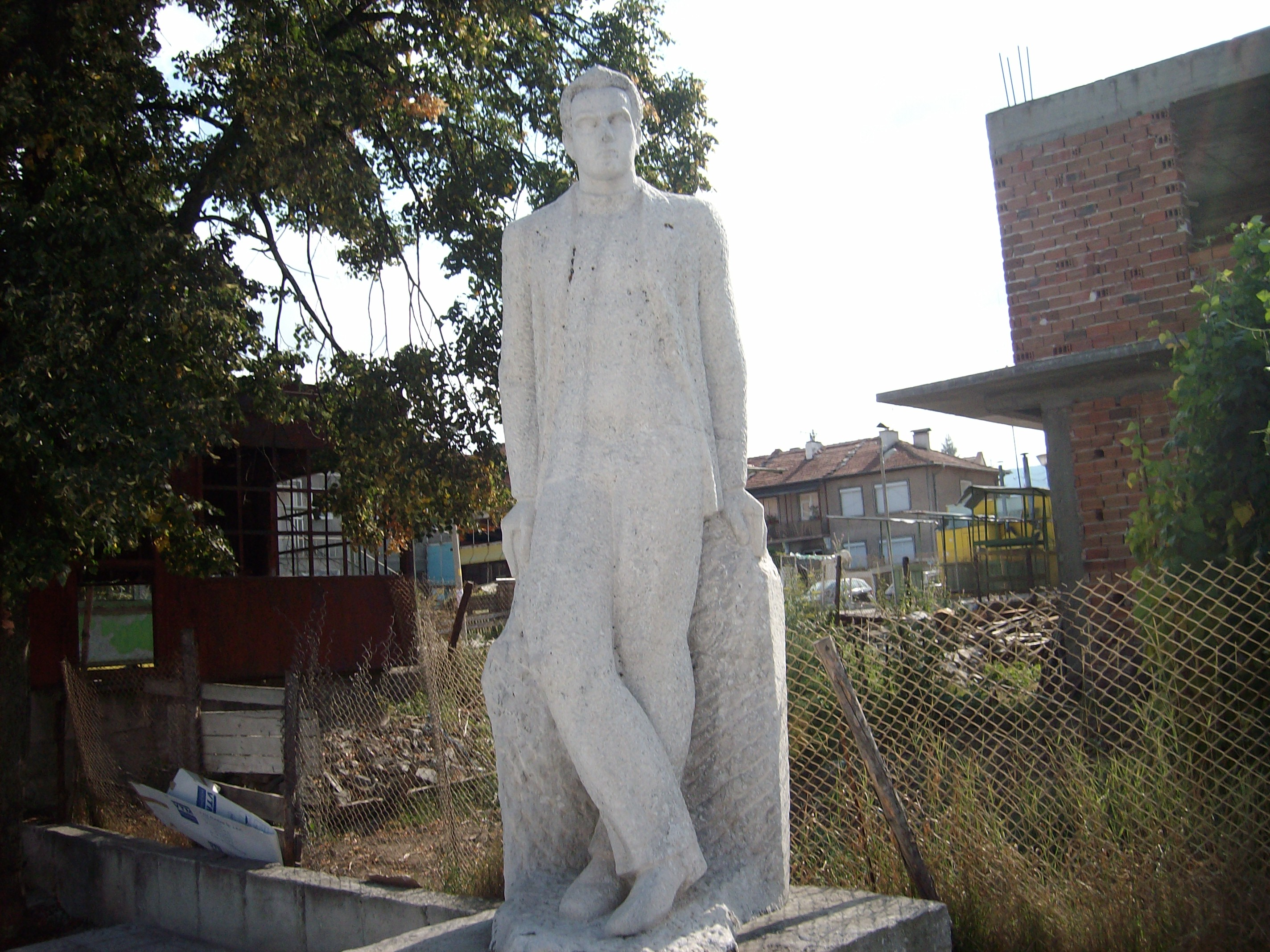
Пам'ятник Трендафілу Балінову.

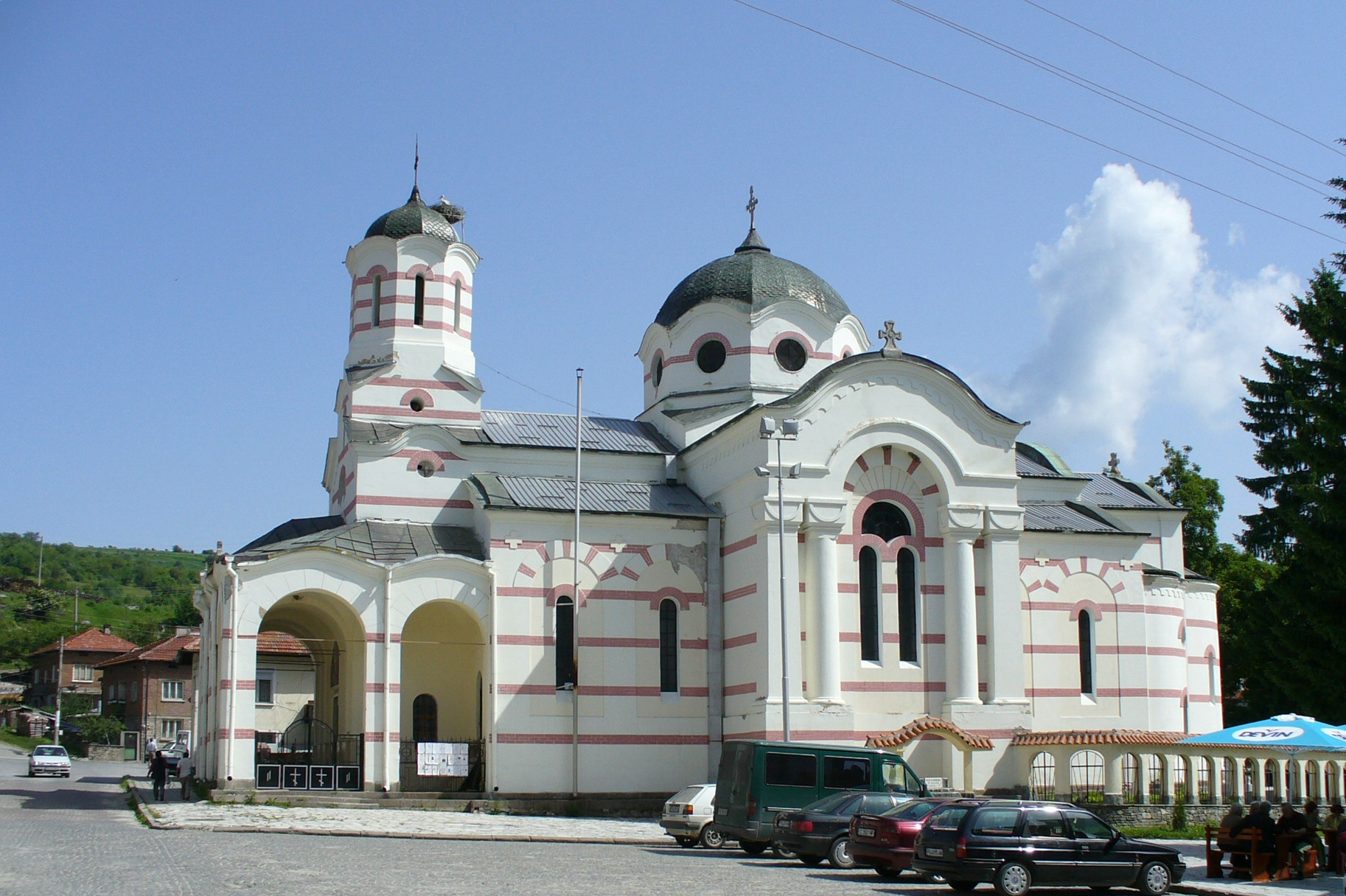
Церква Успіння Пресвятої Богородиці.

Батак є одним із 100 національних туристичних об'єктів Болгарського туристичного союзу.
- Історичний музей, 08:30 — 17:30 без вихідного дня, є печатка.
- Будинок Балінова побудований близько 1895 року. Тут жив Борис Балінов і Трендафіл Балінов — секретар Союзу робітничої молоді і учасник антифашистського опору. Будинок є етнографічним музеєм з 1968 року, невід'ємною частиною музейного комплексу Історичного музею у місті Батак, і є однією з визначних пам'яток.
- Церква Святої Неделі (Батак). Архітекторами будівлі є майстри, поселенці з Брацигово, Марко Зісо і Петр Чомпл. Храм — це хрестоподібна купольна будівля, побудована повністю з каменю, з дубовими дверима і оточена високими кам'яними стінами.
- У західних Родопах, у 7 км від Батаку, розташована гребля Батак і курорт «Цигов чарк». Ідеальне місце для відпочинку в будь-який час року. Води греблі надають великі можливості для водних видів спорту та риболовлі.
- Урочище «Широка поляна» розташоване у північно-західній частині Західних Родопів. Переважаюча висота 1500—1700 м. Типовий для Родопів рельєф з лісовими масивами та обширними луками створює прекрасні умови для відпочинку та туризму. На території ділянки знаходяться греблі «Широка Поляна» і «Тошкова чарка», які пропонують чудові умови для риболовлі та купання.
- Місцевість «Беглика» в центральній частині Західних Родопів із середньою висотою 1700 м. Мальовничий гірський ландшафт приваблює багатьох туристів, а дамби та кришталево чисті річки створюють чудові умови для риболовлі. Багато оленів, косуль, глухарів, кабанів мешкають у горах.
- Привабливими є два заповідника — «Беглика» (разом з греблею «Великий Беглик») площею 415 га, зарослими багатовіковими хвойними деревами, і «Дупката», природне явище з різноманітною флорою і фауною під егідою ЮНЕСКО.
- Пам'ятники на горі, звідки видно весь Батак і околиці, побудовані в 2007 році.

## Освіта
- Початкова школа «Отець Паїсій»
- Громадський центр «4 травня»
- Вища школа лісового та деревообробного виробництва «Стефан Божков»

## Регулярні події та звичаї
- «Процепи» — дуже цікавий звичай — запалення ритуальних вогнів на Сирні Заговезни (Прошки), як правило, у лютому — березні. Вогнище запалюється ввечері і розташоване на пагорбі, тому можна його побачити з усіх боків. Кожна околиця робить вогнище з метою зробите найвищим саме своє. Подія є приводом для радості старих і молодих. Кожен обмальовується вугіллям з вогню, щоб налякати уникнути погане і отримати здоров'я. Цей день традиційно вимагає прощення від родичів за допущені помилки.
- 15 серпня — Успіння Пресвятої Богородиці — храмове свято. Воно святкується спільно у каплиці «Латинська Св. Богородиця», причому кожен будинок виготовляє курбан — засмажене ягня, попередньо освячене священиком.
- Регіональний фольклорний ярмарок автентичного фольклору — 15 серпня.
- Щорічно, святкують річницю Квітневого повстання — 17 травня, свята включають вшановуння братів у храмі-склепі «Св. Неділя», складаючи вінки перед вічним вогнем.

## Особи
- Трендафіл Карелов — давній мер Батаку, лідер повстання 1876 року, спалений живцем на вогнищі
- Ангел Керелов — лідер повстання 1876
- Стефан Керелов — лідер повстання 1876
- Петро Керелов — лідер повстання 1876 р., сотник, вбитий під час повстання
- Серафін Лулугов — четник і учасник повстання 1876 р.
- Борис Балінов — мер (1946—1948)
- Тодор Балінов — перший обраний християнський міський голова Батаку.
- Будівельник Йосип — настоятель Рильського монастиря
- Тодор Банчев — гайдук
- Георгій Бусилін — відроджувач
- Драган Манчов — відроджувач
- Петра Горанова — відроджувачка
- Трендафіл Балінов — громадський діяч
- Ангел Балінов — громадський діяч
- Стефан Тодоров Божков — громадський діяч
- Тодор Коларов — громадський діяч
- Ангел Чаушев — громадський діяч
- Ілля Чаушев — громадський діяч
- Георгій Чолаков — громадський діяч
- Нікола Чолаков — громадський діяч
- Нікола Ненов Чолаков — народився в 1848 році, учасник Квітневого повстання.
- Петро Найчев — громадський діяч
- Георгій Ванчев — громадський діяч
- Катерина Ванчева — громадський діяч
- Ангел Марін — віце-президент Болгарії
- Проф. Ангел Чаушев — економіст, колишній міністр праці
- Професор Янко Янев — юрист, мер міста Батак (1944—1945)
- Проф. Стефан Васильєв, міністр народної освіти
- Проф. Василь Стоїлов — директор відновлення Софії (1945—1949), заступник Голови Державного комітету планування (1950—1953), міністр будівництва (1954—1959)
- Тоско Ванчев — ректор Вищого сільськогосподарського інституту (1966—1968)
- Проф. Ангел Фікін — ректор інституту харчової та смакової промисловості (нині Університет харчових технологій), Пловдив (1972—1974)
- Димитр Терзійський — мер м. Батак, громадський діяч
- Катя Чукова — актриса
- Снежана Женева — художниця
- Любомир Станков — художник
- Ангел Гарабітов — художник, різьбяр по дереву
- Борис Шаров — художник (1894—1986)
- Марко Карлуков — пілот
- Тодор Мерджанов — прокурор, Софія
- Росица Везева — лікар
- Проф. Георгій Стойчев — автор книги з архітектури м. Батак

## Інше
Унікальна сокира — балтак — виготовлена майстрами в цьому регіоні. Відстань від кінчика леза до кінця руків'я точно 1 метр).
Одним з найпопулярніших страв Батаку є так звані «квасоля з качанами».
На північно-західному узбережжі острова Сміт в Антарктиді знаходиться морський мис, що носить назву міста Батак.
Унікальним ароматом і смаком відоме місцеве червоне вино «кирчаг».